# P.A. Alberti
Peter Adler Alberti (født 10. juni 1851 i København, død 14. juni 1932 sammesteds) var en dansk jurist og justitsminister, som især er kendt for at have begået underslæb, mens han sad som minister.

## Uddannelse og indtræden i politik
P.A. Alberti var søn af Venstrepolitikeren Carl Christian Alberti og lillebror til kvindesagsforkæmperen Sophie Alberti. Han blev student fra Borgerdydskolen i København 1868, cand.jur. i 1873 og nedsatte sig som sagfører, først på faderens kontor. 1876 blev han overrets- og 1881 højesteretssagfører. 1887 blev han faderens suppleant i bestyrelsen for Den sjællandske Bondestands Sparekasse og dermed hans naturlige arvtager som formand i 1890.
Via faderens netværk havde Alberti nem adgang til Venstrepartiets politikere og til den sjællandske bondestand. Han var dog næppe en populær person, og allerede som sagfører fik han et dårligt ry på grund af sin store spillelyst. Han drev desuden suspekte byggespekulationer i ejendomme på Nørrebro og blev regnet for en hård hund, når det gjaldt pengesager. Allerede før 1887 havde Alberti opbrugt hele sin mødrene arv.
Inden for Venstre blev han anset for en midterpolitiker eller for hældende til højre, og det var ikke uden modstand inden for sparekassen, da han 1887 på forslag af faderen blev dennes stedfortræder. Efter C.C. Albertis død blev han valgt til formand med tre fjerdedels flertal.
I 1888 grundlagde han Sjællands (senere Østifternes) Brandforsikring for mindre Landbygninger og blev dens første formand indtil 1891. I 1888 grundlagde Alberti Danske Landmænds Smøreksport-Forening, hvis ledelse han senere varetog. Formålet med Smøreksportforeningen var at videresælge smør produceret af danske bønder på det engelske marked. Medlemmer af Smøreksportforeningen var i første række sjællandske bønder. Alberti vandt ved sin deltagelse i disse tre institutioner stor indflydelse i bondestanden. Samtidig var især den sidste virksomhed indbringende og gav Alberti en kapital, som han fra 1891 bl.a. investerede i guldmineaktier. Allerede på dette tidspunkt vakte H.J. Dønnergaards optræden mod Albertis regnskabsaflæggelse i 1889 en mistanke mod Alberti, der dog ikke rodfæstede sig.
Han gik nu ind i politik for Venstre og blev valgt til Folketinget ved i 1892 i Køgekredsen at slå den berømte Viggo Hørup, som havde haft sædet i 16 år. Senere vidste Alberti også at hævde denne kreds for sig trods heftig modstand fra radikal og socialdemokratisk side. Han gik især til valg på "at sætte en Bom for Socialismen", og hans ry blandt vælgerbefolkningen blev stadigt bedre.
For at styrke sin politiske stilling oprettede han 1892 et dagblad, Dannebrog, der blev et organ for Det Moderate Venstre. I Folketinget sluttede han sig straks til denne gruppe og var med at forberede det politiske forlig med Højre, men trak sig i sidste øjeblik svigefuldt tilbage, da vedtagelsen forestod april 1894, og rettede i de følgende endog meget skarpe angreb på gruppens leder Frede Bojsen. I 1895 var han med til at danne Venstrereformpartiet og blev én af dets ledere. Han blev medlem af Finansudvalget samt andre vigtige udvalg og fik derigennem stor indflydelse på lovgivningen. Han støttede regeringen Reedtz-Thott, tog ivrig del i arbejdet for de ny skattelove og for tiendens afløsning, og var 1900 hovedophavsmanden til, at Andreas Peschcke Køedts liberale toldlovforslag strandede, da det ellers syntes sejren nær.

## Justitsminister
Allerede inden Systemskiftet havde Alberti aftalt med J.C. Christensen og Christopher Hage, at de skulle indtræde som ministre i den første Venstreregering. Det skete så i 1901; han blev justitsminister i den nye regering og forblev i denne stilling 1905 ved Venstreministeriets omdannelse. Han modsatte sig ikke Hørups indtræden i regeringen.
Albertis gode evner kom nu for dagens lys, nemlig handlekraft og en ubureaukratisk evne til at se kernen i en sag, men samtidig blev disse egenskaber fulgt af stor hensynsløshed over for sager og personer, der mishagede ham. Det bedste eksempel er hans sammenstød med Sundhedskollegiet 1906-07, der førte til, at Kollegiet trådte tilbage. I sin forvaltning viste han stor lyst til at bryde med overleverede regler og indgroede sædvaner samt til at følge sit fri skøn. Der faldt derfor et stærkt skær af vilkårlighed over hans styrelse. Som taler var han uforfærdet i forsvar og ubarmhjertig i angreb.
Han knyttede særlig sit navn til udviklingen af Islands statsretlige selvstændighed 1903, til loven om forbrydersker og forsømte børn og tillægget til Straffeloven (den såkaldte pryglelov) 1905, samt til den såkaldte Oktoberlov om afskaffelsen af den offentlige prostitution 1906, endvidere til lovene om bekæmpelse af tuberkulosen 1905. Ligeledes tog han virksom del i arbejdet for retsplejens omordning med offentlighed, mundtlighed og nævninger. Han huskes måske især for indførelsen af pryglestraf for volds- og seksualforbrydelser i 1905. Mænd mellem 15 og 55 år, som havde øvet voldtægt eller vold mod sagesløse, eller havde været utérlige mod små piger, skulle straffes med indtil 27 slag på "sædet" med en stok. Pryglestraffen blev igen ophævet i 1911. Især denne lov cementerede Albertis ry som regeringens mest konservative medlem.
Han gennemførte også tre automobillove (1903-08), helligdagsloven 1904, børneloven 1905, kødkontrolloven 1906 og flere love om kvinders og børns retsstilling 1908.
Efterhånden blev han udsat for stærk kritik for at misbruge sin myndighed til at skaffe sig personlige fordele. 1907-08 rejste Frederik Borgbjerg og L.V. Birck i Rigsdagen gentagne klager over hans forvaltning med nærgående beskyldninger for, at han misbrugte sin myndighed til at skaffe sig personlige fordele, men han tilbageviste dem med stor snilde, skønt de i virkeligheden var vel begrundede. Dog svækkedes derved hans stilling som minister, og hans embedsfæller ønskede hans afgang.
Der var voksende rygter om uregelmæssigheder i sparekassen. I foråret 1908 blev beskyldningen om uregelmæssigheder fremdraget under debatter i Folketinget og Landstinget, blandt andre af L.V. Birck og af de radikale politikere C.Th. Zahle og Edvard Brandes. I bankkredse vidste man desuden besked om suspekte transaktioner med sparekassens obligationer. J.C. Christensen forsvarede Alberti i god tro og lånte på hans anmodning i maj 1908, da han var fungerende finansminister, sparekassen 1½ mio. kr. af statskassen, for at den kunne undgå et bankstormløb.
På grund af den tiltagende kritik og rygterne om uregelmæssigheder blev Albertis stilling i stigende grad uholdbar, og J.C. Christensen blev klar over, at det var nødvendigt med hans udtræden af regeringen. Da Alberti i maj 1908 havde fået loven om rettens pleje vedtaget i Rigsdagen og således løst den sidste store opgave, der endnu påhvilede ham, tog han 24. juli, netop 7 års dagen for sin udnævnelse til justitsminister, afsked som sådan og hædredes med titlen som gehejmekonferensråd. Endnu 3. september havde han den dristighed at overvære Det Kongelige Skydeselskabs fugleskydning som i sine fulde velmagtsdage. Og året forinden havde han ladet slotsarkitekten Thorvald Jørgensen opføre sig en stor sommervilla i Rungsted Kyst.

## Melder sig som bedrager
Pressen havde dog ikke glemt Alberti, og især dagbladet Politiken fortsatte skriverierne om økonomisk urent trav i sparekassen. Den 8. september 1908 gav Alberti op og meldte sig på Københavns Domhus som bedrager. Alberti kendte sig her skyldig i underslæb og dokumentfalsk over for Den Sjællandske Bondestands Sparekasse for et beløb på 15 millioner kroner, svarende til omkring 40 procent af sparekassens indskud og langt over sparekassens reservekapital på 0,7 mio. kr. Det svarer til omkring 0,9 procent af samfundets samlede indkomst i 1908.[kilde mangler] En stor del af det svindlede beløb blev brugt til at betale medlemmerne af Smøreksportforeningen, dvs. de sjællandske bønder, bedre priser for deres leverancer af smør. Alberti kunne herved tiltrække medlemmer til Smøreksportforeningen og derved underbygge sin politiske magtposition. Alberti havde endvidere i henved en snes år, altså i næsten hele forvaltningsperioden, brugt af de betroede midler til at foretage vilde børsspekulationer, f.eks. i guldmineaktier.
Omkring 1. august havde Privatbanken konstateret store uregelmæssigheder i sparekassens regnskab, hvoraf der bl.a. fremgik obligationer, som banken vidste var solgt på foranledning af Alberti. Netop det fortsatte pres fra bl.a. redaktør Ove Rode på Politiken var med til at trække denne viden frem i lyset. Albertis egen henvendelse til politiet kom kun ganske kort inden han ville være blevet afsløret.
Et halvt år inden afsløringen havde statsrevisorene været på uanmeldt besøg i justitsministeriet for at se på regnskabsbøgerne i Albertis aflåste pengeskab. Han hidsede sig op over, at hans ære blev krænket ved en sådan mistillid til en mand i hans stilling. Da den ene revisor insisterede på at se bøgerne, rakte Alberti ham nøglen til pengeskabet, og sagde som sandt var: "Mine herrer, hvis De åbner dette skab nu, er jeg ikke landets justitsminister længere!" Det skræmte dem alligevel, og bukkende trak de sig ud af hans kontor.

## Efterdønninger
Skandalen var enorm og fik vidtrækkende politiske konsekvenser. Det var kun kort tid siden Alberti var trådt tilbage som justitsminister og forbrydelsen var sket gennem hans tid som minister. Ligeledes havde den nye konge Frederik 8. tildelt Alberti en række æresbevisninger på foranledning af J.C. Christensen og kongen har formentlig følt sig misbrugt og vildledt. Dermed var sagen ikke mere ubetydelig for regeringen og J.C. Christensen. J.C. Christensen måtte derfor træde tilbage og overlade embedet til Niels Neergaard i oktober 1908.
Den 17. december 1910 blev Alberti idømt otte års tugthus og sad fra 1910 til 1912 i Horsens Statsfængsel og fra 30. august 1912 til 1917 i Vridsløselille Statsfængsel. Han blev benådet for resten af straffen. Mens han afsonede straffen, gjorde han brug af en rettighed han som justitsminister selv havde indført: Retten til at gå med en hætte, der skjulte fangens ansigt, så han forblev anonym for alle andre. Men da Alberti selv var den eneste, der nogensinde benyttede sig af rettigheden, vidste de andre fanger straks de så manden med hætte på – at der kom Alberti.
Alberti var blevet Ridder af Dannebrog 1902, Dannebrogsmand 1903, Kommandør af 2. grad 1904 og af 1. grad 1906. Efter dommen i 1910 blev han frataget ordenen og sine ærestitler.
De overhørte advarsler førte til en rigsretssag mod ministrene J.C. Christensen og Sigurd Berg, hvor kun Berg fik en mindre dom (bødestraf).
Efter sin fængselsstraf arbejdede Alberti som kontorist. Han døde i 1932 efter at være blevet påkørt af en sporvogn på Nørrebrogade.

## Privatliv
Alberti var gift to gange. Første gang ægtede han 6. oktober 1876 i Holmens Kirke Eugenie Møller (24. april 1857 i København – 7. april 1929 sst.), datter af grosserer, dampskibsekspeditør Niels Møller (1827-1883) og Caroline Nicoline Marie Soelberg (1835-1878). Ægteskabet blev opløst 1898; hun blev gift med kgl. kammersanger Peter Cornelius. Anden gang ægtede Alberti 14. juni 1906 i Vor Frue Kirke Anna Victoria (Thora) Bendix, f. Sundberg, før og efter gift med kgl. kapelmusikus Fritz Bendix. Dette ægteskab blev opløst 1909.
Han er begravet på Assistens Kirkegård.

## Sammensværgelsesteori
Både professor L.V. Birck og siden Lorenz Christensen hævdede, at Alberti var jøde, og at dette påvirkede hans handlinger som politiker og forbryder.
Albertis mor, Albertine Sophie Frederikke Westergaard (1814-1901), var datter af Niels Nielsen Westergaard (1772-1835) og Sophie Magdalene Nyeborg Salomonsen (1785-1850), som var datter af jøden, lysestøber og tehandler Marcus Salomonsen (1723-1796) fra Nyborg, der efter sin dåb den 18. oktober 1769 i Holmens Kirke førte navnet Ludvig Jørgen Nyeborg og 9. maj 1774 blev gift med Frederikke Josepha Aagaard (1749-1805, som formentlig ikke var jøde - måske efterkommer af hørkræmmer i København Ole Hansen Aagaard (1689-1749)?).